# Без конкуренције (албум)
Без конкуренције је осми студијски албум DJ Krmak. Издат је 2010. године за издавачку кућу Gold Audio Video на CDу.

## Списак песама
| №   | Назив                                   | Трајање |  |
| 1.  | Дању радим ја на црно, а ноћу на бијело | 4:13    |  |
| 2.  | Немам конкурецију                       | 3:36    |  |
| 3.  | Цифтетели                               | 3:04    |  |
| 4.  | Попушили смо                            | 3:26    |  |
| 5.  | Заспала је Црна Гора                    | 4:36    |  |
| 6.  | Рецесија                                | 2:53    |  |
| 7.  | Пичим, пичим, пичићу                    | 3:51    |  |
| 8.  | Ту, ту                                  | 3:02    |  |
| 9.  | Коцкари                                 | 4:01    |  |
| 10. | Одигр'о сам кеца на Јувентус            | 4:33    |  |
| 11. |                                         | 3:16    |  |